# Midwest (Wyoming)
Midwest ist ein Ort (mit dem Status Town) im Natrona County, Wyoming in den Vereinigten Staaten von Amerika. Das U.S. Census Bureau hat bei der Volkszählung 2020 eine Einwohnerzahl von 285 ermittelt.

## Lage
Midwest befindet sich am Salt Creek im nordöstlichen Herzen Wyomings in 1487 Meter Höhe, am Rande der Great Plains. Der Ort liegt am Wyoming Highway 387, nur wenige Kilometer östlich der Interstate 25. Die Umgebung ist geprägt von der Ölindustrie, nach eigenen Angaben befindet sich bei Midwest das größte Leichtöl-Produktionsfeld der Welt.

## Bevölkerungsentwicklung
Laut aktuellem US-Census von 2020 lebten in Midwest 285 Menschen in 194 Haushalten. Das Durchschnittsalter beträgt 50,1 Jahre.

## Söhne und Töchter der Stadt
- Jay Haley (1923–2007), Psychotherapeut
- Loren Driscoll (1928–2008), Sänger und lyrischer Tenor